# Red Rock (Texas)
Red Rock è una comunità non incorporata degli Stati Uniti d'America, situata nella contea di Bastrop dello Stato del Texas.

## Geografia
La comunità è situata a 29°57′35″N 97°26′46″W.

## Clima
Il clima è caratterizzato da temperature relativamente elevate e precipitazioni uniformemente distribuite durante tutto l'anno. Secondo la Classificazione dei climi di Köppen si tratta di un clima subtropicale umido, rabbreviato nelle mappe climatiche con "Cfa".
| Red Rock            | Mesi | Mesi | Mesi | Mesi | Mesi | Mesi | Mesi | Mesi | Mesi | Mesi | Mesi | Mesi | Stagioni | Stagioni | Stagioni | Stagioni | Anno |
| Red Rock            | Gen  | Feb  | Mar  | Apr  | Mag  | Giu  | Lug  | Ago  | Set  | Ott  | Nov  | Dic  | Inv      | Pri      | Est      | Aut      | Anno |
| ------------------- | ---- | ---- | ---- | ---- | ---- | ---- | ---- | ---- | ---- | ---- | ---- | ---- | -------- | -------- | -------- | -------- | ---- |
| T. max. media (°C)  | 16   | 18   | 22   | 26   | 29   | 33   | 35   | 36   | 32   | 28   | 22   | 17   | 17       | 25,7     | 34,7     | 27,3     | 26,2 |
| T. min. media (°C)  | 3    | 4    | 9    | 13   | 17   | 21   | 22   | 21   | 18   | 13   | 8    | 4    | 3,7      | 13       | 21,3     | 13       | 12,8 |
| Precipitazioni (mm) | 64   | 64   | 56   | 86   | 130  | 91   | 38   | 61   | 97   | 109  | 84   | 66   | 194      | 272      | 190      | 290      | 946  |

## Istruzione
Red Rock è servita dal Bastrop Independent School District. L'unica scuola pubblica è la Red Rock Elementary School.